# Sallands
Het Sallands (Nedersaksisch: Sallaands) is een streektaal die tot de Nedersaksische taal behoort. Sallandse dialecten worden voornamelijk gesproken in het westen van de provincie Overijssel, behalve in de Kop van Overijssel, waar men varianten van het Stellingwerfs spreekt. Bij uitbreiding wordt het Sallands ook in Gelderland en Drenthe gesproken. Het Sallands wordt gesproken in het historische Salland. Hellendoorn en Nijverdal worden soms bij het Twents gerekend of als Sallands-Twentse overgangsgroep, hoewel ze qua taalkundige kenmerken tot het Sallands behoren. Het Kampers, gesproken in en rond Kampen, wordt wel tot het Sallands gerekend. Het taalgebied, dat Raalte min of meer als middelpunt heeft, omvat ook randgebieden van Drenthe en Gelderland.
Het Nedersaksisch, en het daaronder vallende Sallands, wordt door Ethnologue als aparte taal gezien en heeft de ISO 639-3-code sdz.

## Klankverschijnselen
Kenmerkend voor het Sallands is dat het in de klinkerverschijnselen sterk is beïnvloed door het Nederlands, meer in het bijzonder de Hollandse dialecten van de zeventiende eeuw. Deze invloed noemt men de Hollandse expansie. Deze invloed deelt het Sallands met het Veluws, Urkers en Stellingwerfs en met bepaalde varianten van het Gronings, Drents en het Achterhoeks. Kenmerkend zijn o.a. de uu voor de oe (Sl. huus "huis", Tw. hoes). Dit laatste verschijnsel komt echter niet consequent voor: een "muis" heet zowel in het Sallands als in het Twents een moes. Dit is een belangrijk verschil met bijvoorbeeld het West-Veluws, waar elke oe in een uu is veranderd en het dus ook muus is. Woorden waarin de oe in een uu is veranderd nemen trapsgewijs naar het oosten af.
Waar het Twents een oo heeft in woorden als goed, moeder en doen, heeft het Sallands hier een oe, met als uitzondering Deventer. In Olst en Wijhe is hier ook een oo te horen, maar niet in de directe omgeving buiten de twee dorpen. Dubbelvormen komen in Olst en Wijhe wel voor. Deze verandering lijkt zo in de 19e en 20e eeuw te hebben plaatsgevonden, maar mogelijk ook eerder. Het Standaardnederlands kan mogelijk invloed op deze verandering gehad hebben. Daarnaast heeft het Sallands meestal een ie (/i/ of /i:/) in woorden als brief, zien, niet en beest. Niet elke plaats in Salland heeft dit. Het Deventers heeft bijvoorbeeld in alle vier de woorden een ee, Raalte heeft nog breef en in Wijhe hebben ze het over een beest maar kan zowel breef/brief as zeen/zien gebruikt worden. Mogelijk heeft het Standaardnederlands net als bij de verandering naar oe invloed op de verandering gehad. In Genemuiden komt de ie in nog meer woorden voor zo als in meest, gemeente en alleene. In het noordwesten komt de uu voor in woorden als zoeken en zoet. Ook hier is de tegenstelling noordwest-zuidoost, net zoals bij de ophoging van oo naar oe en van ee naar ie.
Kenmerkend is tevens de ä (/æ/) klank in bepaalde woorden: pläselik, mäken. Deze ä houdt het midden tussen de ae (èè) en de a. In Genemuiden klinkt deze klank echter net wat anders, namelijk als een heldere open e (/Ɛ/) zoals in het woord pet. Het verschil is klein, maar wel aanwezig. Deze klank wordt ook wel als æ geschreven. De ä wordt ook wel eens in de woorden dat en markt geschreven, maar kan ook lijken op een klank zoals de in pet.
In een zin waar het lidwoord het volgt op een woord eindigend in een t wordt het lidwoord soms niet uitgesproken. De zin hoe giet het met oe kan dan uitgesproken worden als hoe giet met oe waarbij de t in giet lang uitgesproken wordt (/t:/), evenals de ie (/i:/). Een ander voorbeeld is ik weet het nog bes(t) waar de ee en t in weet beiden lang zijn: /e:/ en /t:/.
Het Lemelervelds, Raaltes en Heinoos kennen 22 klinkers, te zien in de onderstaande tabel. Hier worden 4 klinkerhoogtes onderscheiden. Dit systeem kent 7 korte voorvocalen en 7 lange voorvocalen evenals 4 korte achtervocalen als 4 lange achtervocalen. Vrijwel het hele Sallandse gebied kent dit systeem. Het Genemuidens kent er 24, een systeem met 5 klinkerhoogtes. Dit wordt ook in het Vollenhoofs gevonden, evenals in Zwartsluis (Zuidwest-Zuid-Drents) en Kuinre (Stellingwerfs). Dit systeem met 5 klinkerhoogtes lijkt ouder te zijn dan het systeem met 4 klinkerhoogtes maar is aan het verdwijnen.
|                 | Vooraan  | Vooraan | Vooraan | Vooraan | Midden | Achter | Achter |
| ongerond        | ongerond | gerond  | gerond  |         | Midden | Achter | Achter |
| kort            | lang     | kort    | lang    | kort    | Midden | lang   |        |
| --------------- | -------- | ------- | ------- | ------- | ------ | ------ | ------ |
| Gesloten        | i        | i:      | y       | y:      |        | u      | u:     |
| Gesloten midden | ɪ        | e:      | ʏ       | øː      | ə      | ʊ      | oː     |
| Open midden     | ɛ        | ɛ:      | œ       | œ:      | ə      | ɔ      | ɔː     |
| Open            | æ        | æː      |         |         |        | ɑ      | ɑː     |

Het vocaalsysteem van Ommen is hetzelfde. Het Handboek Nedersaksische taal- en letterkunde (2008) schrijft voor /e:/ en /øː/ echter /ɪ:/ en /ʏ:/ en voor /ʊ/ een /o/.
|               | Vooraan  | Vooraan | Vooraan | Vooraan  | Midden   | Achteraan | Achteraan | Achteraan | Achteraan |
| ongerond      | ongerond | gerond  | gerond  | ongerond | ongerond | gerond    | gerond    |           |           |
| kort          | lang     | kort    | lang    | kort     | Midden   | lang      | kort      | lang      |           |
| ------------- | -------- | ------- | ------- | -------- | -------- | --------- | --------- | --------- | --------- |
| Gesloten      | i        | i:      | y       | y:       |          |           |           | u         | u:        |
| Half gesloten | ɪ        | ɪ:      |         | ø:       |          |           |           |           | o:        |
| Midden        | e        | e:      | ø̞       | ø̞:       | ə        |           |           | o̞         | o̞:        |
| Half open     | ɛ        | ɛ:      | œ       | œ:       |          |           |           | ɔ         | ɔ:        |
| Open          | æ        | æ:      |         |          |          | ɑ         | ɑ:        |           |           |

|          | Vooraan | Vooraan | Achteraan | Achteraan |
| -------- | ------- | ------- | --------- | --------- |
| Gesloten | ij, iu  | yi, yu  | uw        | uw        |
| Open     | ɛi ɪu   | œy      | ɔi ʊi     | ɑu        |

|             |             | Labiaal | Alveolaar | Dorsaal | Glottaal |
| ----------- | ----------- | ------- | --------- | ------- | -------- |
| Nasaal      | Nasaal      | m       | n         | ŋ       |          |
| Plosief     | Stemloos    | p       | t         | k       |          |
| Plosief     | Stemhebbend | b       | d         | (g)     |          |
| Fricatief   | Stemloos    | f       | s         | χ       | h        |
| Fricatief   | Stemhebbend | v       | z         | ɣ       |          |
| Trill       | Trill       |         | r         |         |          |
| Approximant | Approximant | ʋ       | l         | j       |          |

## Umlaut
Het Sallands heeft als alle Saksische dialecten umlaut ondergaan in de woorden met een Oudgermaanse lange ô; hierbij heeft bovendien een verandering plaatsgevonden volkomen analoog aan de mutatie van oo naar oe. Hierdoor klinkt het Oudgermaanse *grônaz "groen" nu als gruun of gruujn (tegenover het Twentse greun). Ook heeft het Sallands umlaut in de verkleinwoorden, waardoor het zich aansluit bij het Veluws en Twents en het zich onderscheidt van o.a. het Stellingwerfs het Drents. Verkleinwoorden worden met -ie(n) gevormd, al dan met of zonder genasaliseerde klinker. Een "boekje" wordt een bukie(n) of boekien, een "bakje" een bäkkien of bakkien, een "hondje" een hunnechie(n), hontien of `huntie(s).

## Verschillen
Verschillen tussen de verschillende Sallandse dialecten zijn er overduidelijk. Meestal zijn ze oost-west georiënteerd en laten ze van het westen naar het oosten een toenemende afstand van de Nederlandse standaardtaal zien. Dit geldt in het bijzonder voor de e. Zo spreekt men in Kampen (het Kampers) beter hetzelfde uit als het standaardnederlandse beter, rond Zwolle (het Zwols) en Deventer (het Deventers) is dat baeter (bèèter), en in de rest van Salland better. Dit geldt voor vrij veel woorden met een e in Salland. In het westen van Salland en op de Veluwe spreekt men de e vaak hetzelfde uit als in het standaardnederlands, langs de IJssel, het westen van het Vechtdal en in het midden van Sallands als ae (èè) en verder naar het oosten als è. Woorden als eten en lepel worden in het westen van Salland zoals in het standaardnederlands uitgesproken, rondom Zwolle en Deventer als aeten en laepel en tegen Twente aan als etten en leppel. Een vaste regel is het echter niet. Een woord als spreken wordt bijvoorbeeld in zowel het westen als in het midden van Salland als spraeken uitgesproken en in het oosten van Salland als sprekken. In het oosten van het Vechtdal zegt men spreken echter zoals in het standaardnederlands. Een soortgelijk verschijnsel komt ook voor in de verleden tijd van dit soort werkwoorden. In het westen van Salland wordt gesproken uitgesproken als espreuken, in het midden als espräöken en in het oosten van Salland als esprökken. Ook dit is echter geen vaste regel, in zowel het westen als in het midden van Salland zegt men evleungen voor gevlogen, terwijl er evläöngen wordt gezegd in het oosten van Salland. Dit soort isoglossen lopen door het hele Nedersaksische taalgebied en volgen niet een bepaalde regel.
In het westen van Salland kent men maar twee woordgeslachten, terwijl de dialecten tegen de Twentse taalgrens wel drie geslachten behouden hebben. Een ander opvallend verschil doet zich in het noorden van het Sallandse taalgebied voor: in en om Kampen en Zwolle laat men de h weg. Dit verschijnsel loopt verder naar het noorden door tot Urk en Hoogeveen. In het zuidwesten van Sallands spreekt men de h wel uit.
In de steden Kampen, Zwolle en Deventer kent men een brouwende uitspraak van de r, die volkomen beperkt is gebleven tot de steden. In de noordoostelijke hoek van Salland (bijv. Dedemsvaart en omgeving) is de uitspraak gerelateerd aan het Zuiddrents. Veelal eindigen verkleinwoorden op -ien (meissien, jonchien, pannechien, vrouwchien etc.). Ook de ô-achtige klank wordt ao zoals in zwaar = zwaor, daar = daor). Bij, wij, zij, hij worden met een i'j uitgesproken (korte i met een j).
Het noordwesten van Overijssel heeft geen eenheidsmeervoud. De grens hiervan loopt ongeveer vanaf het noorden van de Veluwe naar Zwolle en vervolgens via het Zwarte Water naar het noorden. Ten westen van deze isoglosse is het dus wi'j werken, ten oosten wi'j werkt. In de plaatsen Vollenhove, Kampen, Genemuiden en Hasselt wordt de 2e persoonsenkelvoud (jij) gemaakt met de uitgang -en waar de rest van het Sallands -t heeft. In deze plaatsen wordt het dus ie drieven, in bijvoorbeeld Raalte ie drieft. Tevens wordt er ten westen van Zwolle onder andere kinders en eiers gezegd waar de rest van Salland kinder en eier heeft. Daarnaast wordt kinders in het westen als /kindərs/ gezegd, in het oosten juist /kɪndər/.
In de gebieden boven ruwweg Wijhe, Heino, Dalfsen, Ommen en Hardenberg wordt de verleden tijd in enkelvoud op -de of -te gevormd: ik speulde, in de overige gebieden op -en: ik speulden. In een samenstellingen van zelfstandige naamwoorden wordt in de gebieden ten noorden van de benoemde plaatsen de verbinding op -e gemaakt: krantebak, (h)onde(h)ok. Ten zuiden op -en: krantenbak, (h)onden(hok).
Enkele verschillen in het Sallands zijn hieronder weergegeven.
| Kampen   | Zwolle   | Wijhe    | Deventer | Raalte   | Dalfsen  | Ommen    |
| -------- | -------- | -------- | -------- | -------- | -------- | -------- |
| Eten     | Aeten    | Aeten    | Aeten    | Etten    | Etten    | Etten    |
| Jöör     | Jöör     | Jaor     | Jöör     | Jaor     | Jaor     | Jaor     |
| Beter    | Baeter   | Better   | Baeter   | Better   | Better   | Better   |
| Lepel    | Laepel   | Laepel   | Laepel   | Leppel   | Leppel   | Leppel   |
| Spraeken | Spraeken | Spraeken | Spraeken | Sprekken | Sprekken | Sprekken |
| Mee      | Mee/met  | Mee/met  | Mee/met  | Mee/met  | Mee/met  | Met      |
| (H)i'j   | (H)ij    | Hi'j     | Hee      | (H)i'j   | (H)i'j   | (H)i'j   |

## Taalverlies, cultivatie etc.
Naar het dialectbehoud van het Sallands is geen diepgaand onderzoek gedaan. Wel is de algemene indruk dat het Sallands meer onderhevig is aan taalverlies en in minder hoog aanzien staat dan het Twents. Onderzoek naar de sprekersaantallen van het Nedersaksisch eind 2002 wees uit dat 62,9% van de inwoners van West-Overijssel (met het Zuiddrents taalgebied) thuis Sallands of Nederlands en Sallands sprak tegenover bijvoorbeeld 61,6% in Twente. Dit is zelfs het hoogste percentage in het hele Nederlands Nedersaksisch taalgebied. Het kunnen spreken van de taal lag op 73%, variërend van redelijk (14,2%) tot zeer goed (34,5%). 45,6% las het Sallands frequent, van wekelijks tot maandelijks.
De taal wordt hier en daar door gelegenheidsschrijvers en -dichters en regionale muziekbands gecultiveerd. De Hellendoornse dichteres Johanna van Buren had een Sallands-Twents overgangsdialect (het Helderns ofwel Hellendoorns) als moedertaal maar dit werd op schrift vertwentst, omdat ze in een Twentse krant publiceerde. Een Sallandse dialectmuziekgroep die een nationale hit scoorde was het duo Höllenboer, maar deze hit (Busje komt zo) was Nederlandstalig. In 2011 werd echter een nieuwe band Bökkers bekend met een album dat geheel in Sallands gezongen is. In 2013 kwam de opvolger, "De Neuze", die een regionale hit werd. De band heeft ondertussen verscheidene albums uitgebracht en de band geniet grote bekendheid op voornamelijk het platteland van Overijssel. In Zwolle, juist de plaats waar het Sallands het snelst verdwijnt, is er een redelijk actieve dialectkring, die onder meer cursussen Zwols aan de volksuniversiteit geeft.